# Vuelo 235 de TransAsia Airways
El vuelo 235 de TransAsia Airways (GE235/TNA235) era un vuelo regular de pasajeros entre el Aeropuerto de Taipéi Songshan y la isla de Kinmen, Taiwán. El 4 de febrero de 2015, el ATR 72-600 que operaba el vuelo se estrelló en el río Keelung poco después de despegar con 58 personas a bordo. Los pilotos informaron del fallo de uno de los dos motores turbohélice justo antes del accidente pero el piloto se equivocó y apagó el motor que funcionaba correctamente. Este es el segundo accidente mortal que involucra a TransAsia Airways en un año, tras el vuelo 222. Después de estos dos accidentes la aerolínea acabaría suspendiendo sus operaciones en noviembre de 2016.

## Aeronave

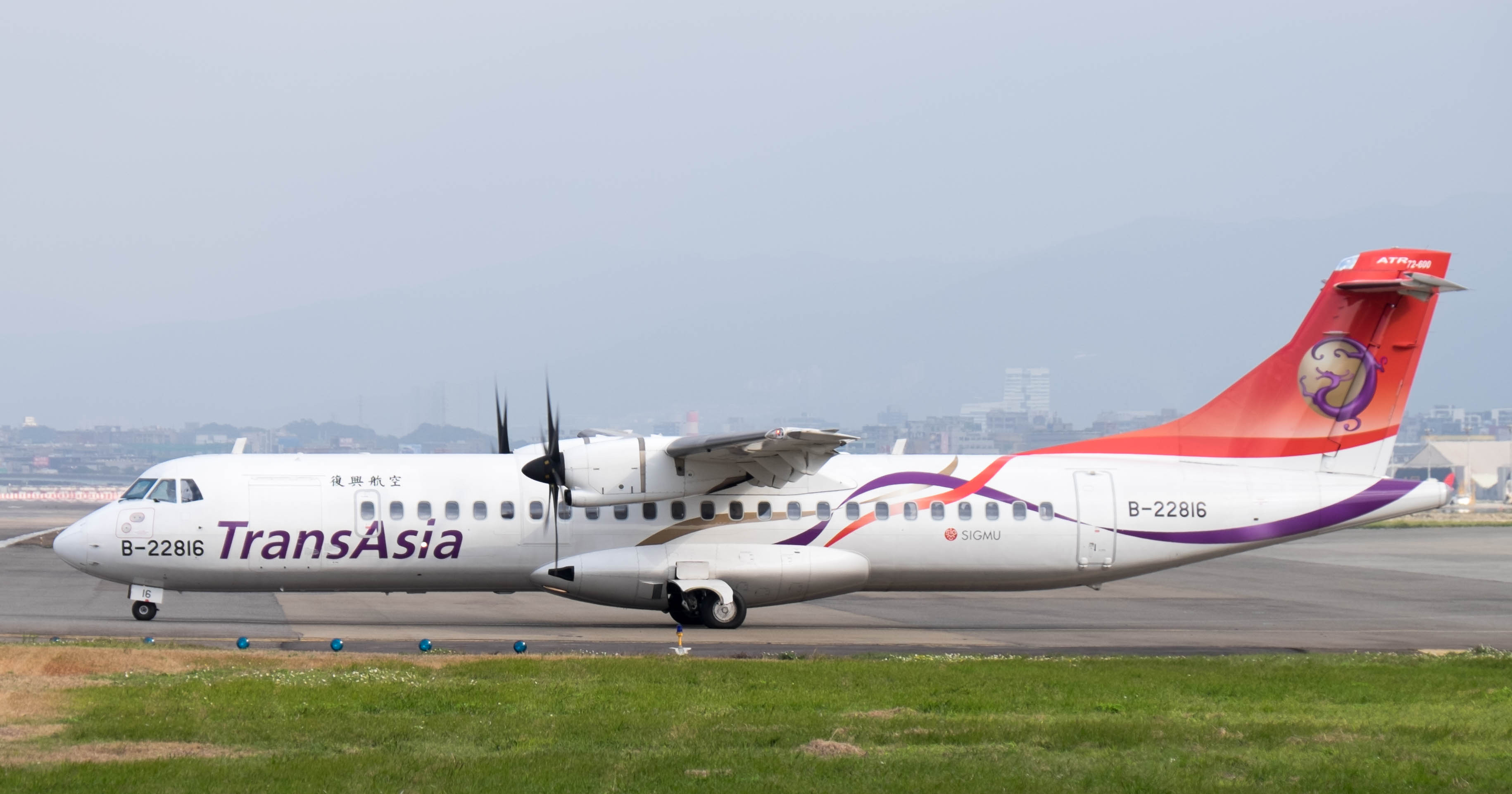
La aeronave involucrada en el accidente, fotografiada un mes antes del accidente

La aeronave involucrada en el accidente era un ATR 72-600 propulsado por dos motores turbohélice, registro B-22816, MSN 1141. La aeronave realizó su primer vuelo el 28 de marzo de 2014, fue entregada a TransAsia Airways el 15 de abril de 2014.

## Vuelo
El vuelo 235 viajaba desde el aeropuerto de Taipéi-Songshan con 53 pasajeros y cinco tripulantes a bordo. Partió de Taipéi-Songshan a las 10:53 a. m. hora de Taiwán (02:53 UTC). En la grabación de comunicaciones de control de tráfico aéreo de, la comunicación final de la tripulación fue «Mayday, mayday, mayday, engine flameout». A las 10:55, los controladores perdieron contacto con la aeronave que se estrelló en el río Keelung cerca del aeropuerto de Songshan. Justo antes de que el avión se estrellara contra el agua, su ala izquierda golpeó una carretera elevada e hirió a dos personas en un taxi. 43 personas en este vuelo murieron en el accidente y 15 sobrevivieron.

## Rescate
Inmediatamente después del accidente, los departamentos de policía y bomberos de Taipéi recibieron decenas de llamadas telefónicas de testigos oculares que observaron el avión estrellarse cerca del río Keelung. El Departamento de Bomberos de Taipéi, equipos de rescate militares y voluntarios llegaron al lugar minutos después del accidente, iniciado con sacar a las personas del fuselaje semisumergido, llevándolos a la orilla usando botes inflables. Varios buzos participaron en los esfuerzos de rescate, pero las condiciones peligrosas de baja visibilidad y escombros hicieron su trabajo muy difícil. La mayoría de los supervivientes estaban sentados cerca de la parte trasera.
Los registradores de vuelo de la aeronave fueron recuperados poco después de las 16:00. Después de las 20:00, se utilizaron grúas para levantar grandes secciones del fuselaje a tierra.

## Investigación
El último informe del Consejo de Seguridad Aérea de Taiwán sobre el accidente de febrero confirma que el capitán de la aeronave ATR 72-600 desconectó erróneamente el motor que estaba trabajando cuando el otro perdió potencia. El avión está diseñado para ser capaz de volar con solo un motor. Según el informe, una alarma sonó y una alerta en la pantalla mostró que se había apagado un motor o faltaba energía eléctrica cuando el avión había alcanzado los 1.200 pies.
El capitán respondió tirando hacia atrás del acelerador, pero del lado equivocado, lo que apagó el motor que estaba trabajando. El avión, que tenía menos de un año de edad, voló peligrosamente entre edificios y golpeó un puente y un taxi antes de estrellarse en el río Keelung, de poca profundidad, en la capital de Taiwán, Taipéi. El informe también mostró que el capitán había fracasado en los entrenamientos de simulador menos de un año antes, en parte porque había demostrado una falta de conocimiento sobre cómo responder ante un apagado del motor en el despegue. Desde el accidente en febrero, la aerolínea taiwanesa reclutó a profesionales de la seguridad de la aviación y llevó a fabricantes de sus aviones a Taiwán para examinar sus aviones. Además, todos los capitanes de las aeronaves ATR se sometieron a exámenes y no volaron los mismos hasta que los pasaron, dijo la compañía. 
TransAsia también mejoró sus instalaciones de entrenamiento, fundó un centro de formación y compró aviones de simulación, entre otras mejoras.

## Pasajeros y tripulación
| Nacionalidad | Pasajeros | Tripulación | Total |
| ------------ | --------- | ----------- | ----- |
| Taiwán       | 22        | 5           | 27    |
| China        | 31        | -           | 31    |
| Total        | 53        | 5           | 58    |

## Dramatización
Este accidente fue presentado en la decimoséptima temporada del programa de televisión canadiense Mayday: catástrofes aéreas, en el episodio titulado en Hispanoamérica «La grabación sorpresa» y en España «Imágenes del desastre».